# Sent Victor (Cruesa)
Sent Victòr (en francès Saint-Victor-en-Marche) és una localitat i comuna de França, a la regió de la Nova Aquitània, departament de la Cruesa. La seva població al cens de 1999 era de 368 habitants. Està integrada a la Communauté de communes de Guéret-Saint-Vaury.

## Demografia
| 1968 | 1975 | 1982 | 1990 | 1999 |
| ---- | ---- | ---- | ---- | ---- |
| 410  | 343  | 322  | 297  | 368  |

## Administració
| Període   | Identitat        | Partit |
| --------- | ---------------- | ------ |
| 2001-2006 | Yves Duteilh     |        |
| 2006-2008 | Jean Luc Pardoux |        |
| 2008-     | Serge Vaury      |        |